# Totsuka-ku
Totsuka-ku (戸塚区?) è uno dei 18 quartieri della città di Yokohama, in Giappone.